# كريستيان ويبر (عازف جاز)
كريستيان ويبر هو عازف جاز سويسري، ولد في 1972 في زيورخ في سويسرا.

## وصلات خارجية
- كريستيان ويبر على موقع ميوزك برينز (الإنجليزية)
- كريستيان ويبر على موقع ديسكوغز (الإنجليزية)